# Hornera elegans
Hornera elegans är en mossdjursart som beskrevs av Defrance 1821. Hornera elegans ingår i släktet Hornera och familjen Horneridae. Inga underarter finns listade i Catalogue of Life.